# Seven de Punta del Este 2014
El Seven de Punta del Este del 2014 fue la XXV edición del torneo. El club organizador presentó dos equipos: Old Boys Centennial en alusión al siglo de vida a cumplir este año y Old Boys XXV en honor a las 25 ediciones que cumple el tradicional seven veraniego.

## Equipos participantes
Participaron 21 equipos, entre clubes y selecciones.
4 selecciones nacionales: South Africa Academy y Pampas 7, segundos equipos de (Sudáfrica y Argentina), Brasil y Uruguay.
También 5 uniones provinciales de Argentina: Buenos Aires (URBA), Córdoba, Entre Ríos, Rosario y Salta.
11 clubes de la región: Universidad Católica de Chile; Hindú, Newman, Jockey de Salta, La Plata y Liceo Naval de Argentina; Old Christians, Carrasco Polo, Trébol de Paysandú y Old Boys de Uruguay que presentó 2 equipos (Old Boys Centennial y el Old Boys XXV).
Y 1 equipo invitación: Moby Dick.
| - Pampas 7 - Jockey de Salta - Carrasco Polo - Uruguay - Paraná Rowing - La Plata RC | - Salta - Moby Dick - Unión Católica - Rosario - Entre Ríos - Trébol | - Brasil - Liceo Naval - Old Boys Centennial - SA Academy - Newman - Old Boys XXV | - Buenos Aires - Córdoba - Old Christians |

| - 17:00 Jockey Salta 7 - 12 Carrasco Polo (Grupo A) - 17:20 Moby Dick 31 - 5 Universidad Católica (Grupo B) - 17:40 Liceo Naval 19 - 12 Old Boys Centennial (Grupo C) - 18:00 La Tablada 25 - 0 Old Christians (Grupo D) - 18:20 Uruguay 17 - 0 Paraná Rowing (Grupo E) - 18:40 Rosario 12 - 28 Trébol (Grupo F) - 19:00 Old Boys XXV 33 - 17 Newman (Grupo G) - 19:20 Carrasco Polo 7 - 36 Pampas 7 (Grupo A) - 19:40 Salta 24 - 19 Universidad Católica (Grupo B) - 20:00 Old Boys Centennial 19 - 21 Brasil (Grupo C) - 20:20 URBA 34 - 10 Old Christians (Grupo D) - 20:40 Paraná Rowing 0 - 31 La Plata (Grupo E) - 21:00 Entre Ríos 12 - 10 Trébol (Grupo F) - 21:20 South Africa Academy 26 - 5 Old Boys XXV (Grupo G) - 21:40 Pampas 7 33 - 12 Jockey Salta (Grupo A) - 22:00 Salta 5 - 33 Moby Dick (Grupo B) - 22:20 Brasil 7 - 14 Liceo Naval (Grupo C) - 22:40 URBA 7 - 17 La Tablada (Grupo D) - 23:00 Entre Ríos 21 - 14 Rosario (Grupo F) - 23:20 SA Academy 31 - 0 Newman (Grupo G) - 23:40 Uruguay 31 - 10 La Plata (Grupo E) | - 16:30 Paraná Rowing 0 - 31 Old Christians (Challenge) - 16:50 Newman 10 - 17 Jockey Salta (Challenge) - 17:10 Salta 0 - 38 Brasil (Bronce) - 17:30 Old Boys XXV 19 - 0 Carrasco Polo (Bronce) - 17:50 Trébol 5 - 7 Old Boys Centennial (Bronce) - 18:10 La Plata 24 - 19 Rosario 7's (Bronce) - 18:30 Old Christians 7 - 24 Universidad Católica (Challenge) - 18:50 Pampas 7's 0 - 17 Moby Dick (Oro/Plata) - 19:10 Liceo Naval 0 - 15 La Tablada (Oro/Plata) - 19:30 Uruguay 12 - 17 URBA (Oro/Plata) - 19:50 Entre Ríos 0 - 38 SA Academy (Oro/Plata) - 20:10 Brasil 22 - 0 Old Boys XXV (Semi Bronce) - 20:30 Old Boys Centennial 12 - 0 La Plata (Semi Bronce) - 20:50 Salta 21 - 19 Universidad Católica (Final Challenge) - 21:10 Pampas 7's 42 - 5 Liceo Naval (Semi Plata) - 21:30 Uruguay 26 - 5 Entre Ríos (Semi Plata) - 21:50 Moby Dick 19 - 12 La Tablada (Semi Oro) - 22:10 URBA 0 - 10 SA Academy (Semi Oro) - 22:30 Brasil 19 - 21 Old Boys Centennial (Final Bronce) - 22:55 Pampas 7's 12 - 5 Uruguay (Final Plata) - 23:25 Moby Dick 14 - 19 SA Academy (Final Oro) |

## Final
| 5 de enero 23:25 | Moby Dick | 14 - 19 | SA Academy | Estadio Domingo Burgueño Miguel, Maldonado, Uruguay |                            |
|                  |           | Reporte |            | Árbitro(s): Joaquín Montes                          | Árbitro(s): Joaquín Montes |

| Bandera de Sudáfrica |
| Campeón SA Academy   |
| Primer título        |